# Пауліна Рубіо
Пауліна Сусана Рубіо Досамантес (ісп. Paulina Susana Rubio Dosamantes; * 17 червня 1971, Мехіко, Мексика) — мексиканська та іспанська співачка, композиторка, акторка й режисерка, одна з найпопулярніших у стилі латинпоп — за свою кар'єру продала понад 20 млн записів і 1 млн цифрових копій музичних альбомів.

## Біографія
Пауліна Сусана Рубіо Досамантес народилася 17 червня 1971 року, є старшою донькою акторки Сусани Досамантес і Енріке Рубіо.
Вже з 4-річного віку брала уроки акторської майстерності, джазу і співу — в «Телевіса Навчальний Центр». У 1982, у 9 років, вирішила приєднатися до гурту «Timbiriche». Виступала в гурті Timbiriche, також з'явилася в кількох серіалах, наприклад, «Потанцюй зі мною» (ісп. Baila Conmigo) та «Пристрасть і влада».
Пауліна Рубіо випустила дев'ять студійних альбомів. У 2009 році відбувся реліз альбому Gran City Pop, який відразу ж (за тиждень продажів) став «золотим» і «платиновим» у Мексиці та США, трохи згодом — в Іспанії. 
Пауліна Рубіо досягла рівня найвідомішої мексиканської співачки у світі.

## Дискографія

### Студійні альбоми
- 1992: La chica dorada (EMI)
- 1993: 24 kilates (EMI)
- 1995: El tiempo es oro (EMI)
- 1996: Planeta Paulina (EMI)
- 2000: Paulina (Universal Music)
- 2002: Border Girl (Universal Music)
- 2004: Pau-latina (Universal Music)
- 2006: Ananda (Universal Music)
- 2009: Gran City Pop (Universal Music)

### Інші
- "Mio" (1992)
- "Abriendo las puertas al amor" (1992)
- "Amor de mujer" (1992)
- "Sabor a miel" (1992)
- "Nieva, nieva" (1993)
- "Vuelve junto a mi" (1993)
- "El ultimo adios" (2000)
- "Lo hare por ti" (2000)
- "Sexi dance" (2000)
- "Tal vez, quiza" (2000)
- "Y yo sigo aquí" (2001)
- "Yo no soy esa mujer" (2001)
- "Don't Say Goodbye" (2002)
- "Si tu te vas" (2002)
- "Todo mi amor" (2002)
- "The One You Love" (2002)
- "Baila Casanova" (2002)
- "Te quise tanto" (2004)
- "Algo tienes" (2004)
- "Dame otro tequila" (2004)
- "Alma en libertad" (2004)
- "Mia" (2005)
- "Ni una sola palabra" (2006)
- "Nada puede cambiarme" (2006)
- "Ayudame" (2007)
- "Causa y Efecto" (2009)
- "Ni rosas ni juguetes(2009)

## Фільмографія
| Рік  |   | Українська назва      | Оригінальна назва | Роль                             |
| ---- | - | --------------------- | ----------------- | -------------------------------- |
| 1988 | с | Пристрасть і влада    | Pasión y poder    | Пауліна Монтенегро Герра         |
| 1992 | с | Танцюй зі мною        | Baila conmigo     | Андреа де ла Рохера              |
| 1995 | ф | Поцілунок в губи      | Bésame en la boca | Клаудія Ромеро / Моніка Гонсалес |
| 1995 | с | Бідна багата дівчинка | Pobre niña rica   | Альма Вільягран Каньєдо          |
| 2010 | с | Не бійся мріяти       | Atrévete a soñar  | камео                            |
| 2015 | с | Незаймана Джейн       | Jane the Virgin   | камео                            |
| 2021 | с | Удача Лолі            | La suerte de Loli | камео                            |